# Fufius antillensis
Fufius antillensis là một loài nhện trong họ Cyrtaucheniidae. Loài này phân bố ờ Trinidad.